# Nave estelar de agujero negro
Una nave estelar de agujero negro es una idea teórica para permitir el viaje interestelar propulsando una nave estelar usando un agujero negro como fuente de energía. El concepto fue discutido por primera vez en la ciencia ficción, especialmente en el libro Regreso a Titán, de Arthur C. Clarke, y en la obra de Charles Sheffield, en la que la energía extraída de un agujero negro de Kerr-Newman se describe como la potencia de los motores de cohetes en la historia «Killing Vector» (1978).
En un análisis más detallado, una propuesta para crear un agujero negro artificial y usar un reflector parabólico para reflejar su radiación Hawking ha sido discutida en 2009 por Louis Crane y Shawn Westmoreland. Su conclusión era que estaba al borde de la posibilidad, pero que los efectos de la gravedad cuántica que actualmente se desconocen harán que sea más fácil o que sea imposible. Conceptos similares también fueron esbozados por Bolonkin.

## Ventajas
Aunque más allá de las capacidades tecnológicas actuales, una nave estelar de agujero negro ofrece algunas ventajas en comparación con otros métodos posibles. Por ejemplo, en la fusión o fisión nuclear, solo una pequeña proporción de la masa se convierte en energía, por lo que se necesitarían enormes cantidades de material. Así, una nave nuclear acabaría con todo el material fisible y fusil de la Tierra. Una posibilidad es la antimateria, pero la fabricación de antimateria es enormemente ineficiente en energía y la antimateria es difícil de contener. El documento de Crane y Westmoreland afirma:
"Por otro lado, el proceso de generación de un AN desde el colapso es naturalmente eficiente, por lo que requeriría millones de veces menos energía que una cantidad comparable de antimateria o por lo menos decenas de miles de veces dado un generador de antimateria futuro optimista. En cuanto al confinamiento, un AN se limita. Tendríamos que evitar colisionar con él o perderlo, pero no explotará. La materia que golpea a un AN caería en ella y se añadiría a su masa. Así que hacer un AN es extremadamente difícil, pero no sería tan peligroso o difícil de manejar como una cantidad masiva de antimateria. Aunque el proceso de generar un AN es extremadamente masivo, no requiere ninguna nueva Física. Además, si una AN, una vez creada, absorbe nueva materia, la irradiará, actuando así como una nueva fuente de energía; Mientras que la antimateria solo puede actuar como un mecanismo de almacenamiento para la energía que ha sido recogida en otros lugares y convertida a una eficiencia extremadamente baja. (Ninguna de las otras ideas sugeridas para el vuelo interestelar parece viable tampoco). La propuesta de un ramjet interestelar resulta producir más arrastre que empuje, mientras que la idea de impulsar una nave con un rayo láser se encuentra con el problema de que el haz se extiende demasiado rápido".

## Criterios
Según los autores, un agujero negro para ser utilizado en viajes espaciales debe cumplir cinco criterios:
1. Tiene una vida útil lo bastante larga como para ser de utilidad.
2. Es lo suficientemente potente como para acelerarse hasta una fracción razonable de la velocidad de la luz en una cantidad razonable de tiempo.
3. Es lo suficientemente pequeño para que podamos acceder a la energía para hacerlo.
4. Es lo suficientemente grande para que podamos enfocar la energía para hacerlo.
5. Tiene una masa comparable a una nave estelar.

Los agujeros negros parecen tener un punto justo en términos de tamaño, potencia y duración que es casi ideal. Un agujero negro de 606 000 toneladas métricas (6,06 × 10^8 kg), o más o menos la masa del gigante Seawise (el barco más largo que se haya construido jamás) tendría un radio de Schwarzschild de 0,9 attómetros (0,9 × 10–18 m, o 9 × 10–19 m), una potencia de salida de 160 petawatts (160 × 1015 W, o 1,6 × 1017 W), y una vida útil de 3,5 años. Con tal potencia de salida, el agujero negro podría acelerar al 10 % la velocidad de la luz en 20 días, suponiendo una conversión del 100 % de energía en energía cinética. Suponiendo que sólo 10 % de conversión en energía cinética sólo tardaría 10 veces más de acelerar a 0,1 c (10 % de la velocidad de la luz).
Conseguir que el agujero negro actúe como fuente de energía y motor también requiere una manera de convertir la radiación de Hawking en energía y empuje. Un método potencial consiste en colocar el agujero en el punto focal de un reflector parabólico unido a la nave, creando empuje hacia adelante. Un método ligeramente más fácil pero menos eficiente implicaría simplemente absorber toda la radiación gamma dirigiéndose hacia la parte delantera de la nave para empujarla hacia adelante y dejar que el resto dispare hacia atrás. Sin embargo, esto generaría una enorme cantidad de calor a medida que la radiación fuera absorbida por el plato.

## Crítica
No está del todo claro que tal motor de nave estelar pueda ser construido dentro de las leyes de la física conocida, o que la energía producida pueda ser útilmente controlada. Govind Menon sugiere que sería más probable usar un agujero negro rotatorio (Kerr-Newmann): "Con agujeros negros no giratorios, esto es algo muy difícil... normalmente buscamos energía casi exclusivamente de agujeros negros giratorios. Los agujeros negros de Schwarzschild no irradian en un astrofísico punto de vista de rayos gamma, no está claro si la radiación Hawking puede por sí sola mover las naves estelares".

## En ficción
- Arthur C. Clarke, Tierra Imperial (1976)
- Charles Sheffield, "Matando Vector" (1978)
- En el Universo de Star Trek, los romulanos D'deridex utilizan una singularidad cuántica artificial como fuente de energía y propulsión.
- En la película de 1997, Horizonte final, el motor gravitatorio de la nave con dicho nombre genera una agujero negro para plegar el espacio-tiempo y así saltar instantáneamente al sistema Próxima Centauri.